# Desert Shores
Desert Shores es un lugar designado por el censo ubicado en el condado de Imperial en el estado estadounidense de California. En el año 2000 tenía una población de 792 habitantes y una densidad poblacional de 465,9 personas por km². 

## Geografía
Desert Shores se encuentra ubicado en las coordenadas 33°24′15″N 116°02′23″O / 33.40417, -116.03972. Según la Oficina del Censo, la ciudad tiene un área total de 1,7 km² (0,7 mi²), de la cual 1,7 km² (0,7 mi²) es tierra y 0 km² (0 mi²) (0.0%) es agua.

## Demografía
Según la Oficina del Censo en 2000 los ingresos medios por hogar en la localidad eran de 24.712$, y los ingresos medios por familia eran 29.550 dólares. Los hombres tenían unos ingresos medios de $26.176 frente a los $19.375 para las mujeres. La renta per cápita para la localidad era de $8352. Alrededor del 7,9% de la población estaban por debajo del umbral de pobreza.

## Curiosidades
En el videojuego Grand Theft Auto V el pueblo de Sandy Shores se basa en esta localidad.